# Michaił Zalewski
Michaił Nikołajewicz Zalewski, ros. Михаил Николаевич Залевский (ur. 18 września 1895 r. w Sankt Petersburgu, zm. 26 października 1996 r. we Frankfurcie nad Menem) – rosyjski, a następnie radziecki wojskowy (wojeninżynier 3 rangi), wykładowca w szkole propagandystów ROA, propagandysta Rosyjskiej Armii Wyzwoleńczej, a następnie szef oddziału propagandy frontowej i na tyłach Głównego Zarządu Propagandy Komitetu Wyzwolenia Narodów Rosji podczas II wojny światowej, emigracyjny publicysta oraz działacz polityczny i kulturalno-społeczny.

## Życiorys
W 1915 r. ukończył gimnazjum, a następnie nikołajewską szkołę kawaleryjską. Brał udział w I wojnie światowej w pułku kawalerii. Został odznaczony Orderem Św. Anny 4 klasy. W 1918 r. zmobilizowano go do wojska bolszewickiego. Uczestniczył w wojnie domowej w Rosji. Początkowo skierowano go do rezerwy kawaleryjskiej, a następnie dostał przydział do dywizjonu artylerii. W 1921 r. został zdemobilizowany, po czym studiował na instytucie leśno-technicznym i inżyniersko-pedagogicznym. Następnie wykładał na politechnice im. Lenina, moskiewskim instytucie chemiczno-pedagogicznym im. Mendelejewa i instytucie gospodarki narodowej im. Plechanowa. W 1938 r. został awansowany do stopnia wojeninżyniera 3 rangi rezerwy. Na pocz. września zmobilizowano go do Armii Czerwonej. Objął funkcję zastępcy dowódcy samodzielnego batalionu saperów. Brał udział w agresji na Polskę. Po demobilizacji powrócił do poprzedniej pracy. 30 czerwca 1941 r. ponownie został zmobilizowany. Został zastępcą ds. technicznych dowódcy 738 Pułku Artylerii Przeciwpancernej. W 1942 r. aresztowano go za "antysowiecką agitację i propagandę". Miał zostać rozstrzelany, ale zamieniono mu karę na służbę w batalionie karnym (sztrafbatalionie). Podczas rozminowywania przedpola przeszedł na stronę Niemców. Przebywał w różnych obozach jenieckich. Wiosną 1943 r. wstąpił do Rosyjskiej Armii Wyzwoleńczej (ROA). W poł. czerwca tego roku ukończył szkołę propagandystów ROA w Dabendorfie pod Berlinem, po czym został w niej wykładowcą rosyjskiej historii. Pod koniec 1943 r. wstąpił do emigracyjnego Narodowego Związku Pracujących (NTS). Od kwietnia 1944 r. pełnił funkcję zastępcy starszego oficera propagandowego ROA płk. W. W. Pozdniakowa w sztabie Grupy Armii Północ. Od listopada tego roku w stopniu majora był szefem oddziału propagandy frontowej i na tyłach Głównego Zarządu Propagandy Komitetu Wyzwolenia Narodów Rosji (KONR). Po zakończeniu wojny uniknął repatriacji do ZSRR. Przebywał w obozie dla przesiedleńców pod Ratyzboną, w którym utworzył struktury NTS. Prowadził działalność kulturalno-społeczną. Wydawał pismo „Echo”. Od 1948 r. pracował w redakcji wydawnictwa Posiew. Redagował pismo „Za Rossiju”. W latach 1952–1973 prowadził audycje radiowe nadającego na terytorium ZSRR radia NTS „„Swobodnaja Rossija”. Współpracował z Instytutem Badań nad ZSRR w Monachium. Przewodniczył oddziałowi NTS w RFN i Funduszowi „Swobodnaja Rossija”, którego był założycielem w 1974 r. Był autorem licznych artykułów historyczno-publicystycznych i wspomnieniowych.